# Yambulo
Yambulo, Iambulos o Iambul (en griego antiguo: Ἰάμβουλος) fue un comerciante de la Antigua Grecia y probable autor de una novela utópica que puede ser clasificada como un libro de viajes imaginariamente autobiográfico. 
Su obra original no ha sobrevivido, y solo se conservan fragmentos en la Biblioteca histórica de Diodoro Sículo. También se hace mención de Yambulo en la novela humorística Historia verdadera, de Luciano de Samosata, cuando se cita en «Un montón de cosas sorprendentes sobre el Océano Atlántico». En el contexto, fue incluido en el prólogo como inspiración literaria.

## Véanse también
- Ciudad del Sol
- Los viajes de Gulliver